# SAVE
SAVE je příkaz jazyka BASIC. Příkaz slouží k ukládání dat z paměti počítače na paměťové médium.

## Syntaxe příkazu v některých dialektech jazyka Basic

### Amstrad Locomotive Basic
- SAVE "název", A
- SAVE "název", P
- SAVE "název", B, začátek, délka [, start]

První a druhá varianta slouží pro uložení programu Basicu, třetí varianta pro nahrání binárních dat. U počítačů Amstrad CPC 464 bez připojeného řadiče Amstrad DDI-1 ukládá příkaz data na magnetofon, pokud je řadič připojen, příkaz standardně ukládá data na disketovou mechaniku. Pro přepnutí na ukládání na magnetofon pak slouží příkaz │tape, pro přepnutí zpět na ukládání na disk příkaz │disc. Pro přepínání ukládání z mechaniky A: a B: slouží příkazy │a a │b.

### Atari Basic
Osmibitové počítače Atari mají pro ukládání programů na paměťové médium několik příkazů: SAVE, CSAVE a LIST.
Pro uložení programu na magnetofonovou kazetu se používá příkaz příkaz SAVE ve tvaru
- SAVE "C:"[5]

Na rozdíl od příkazu CSAVE je možné příkazem SAVE ukládat data nejen na magnetofonu, ale i na jiné periférie.

### BBC Basic
- SAVE "název"[6]

### Commodore Basic
- SAVE ["název" [, primární číslo zařízení [, sekundární číslo]]]

Primární číslo určuje vnější paměťové zařízení, na které jsou data ukládána:
- 1 - kazetový magnetofon,
- 8 - 15 - disketové jednotky.[7]

Pokud není primární číslo zadáno, jsou data ukládána na magnetofon. Při ukládání na magnetofon není nutné data pojmenovávat, název je nutný pouze při ukládání dat na disketovou jednotku. Sekundární číslo určuje jaká data jsou ukládána: 0 - je ukládán BASICový program, 1 - jsou ukládána binární data, 2 (pouze pro magnetofon) - na pásku uloží značku EOT (End of Tape, konec pásky). Pokud není sekundární číslo uvedeno, ukládá se BASICový program. Pokud jsou ukládána binární data, počáteční adresa se bere z adresy 0043 a koncová adresa z adresy 0045.
Pokud se při práci s disketovou jednotkou použije pro uložení název, který již existuje, nic se neuloží, nezobrazí se chybové hlášení, ale začne červeně blikat okraj obrazovky. Pro přepsání existujícího souboru novým obsahem je nutné použít příkaz SAVE s názvem ve tvaru SAVE "@0:název", primární číslo zařízení [, sekundární číslo]. Příkaz nejprve uloží nová data a teprve poté smaže původní data. 
Verze Basicu 3.5, 4 a 7 obsahuje pro ukládání dat na disketové jednotky alternativní příkaz DSAVE, který implicitně předpokládá ukládání na mechaniku 8.

### Minecraft MS-Basic
Pro ukládání programů na disk slouží příkaz se syntaxí:
- SAVE "název"[9]

### Sinclair Basic
Pro ukládání dat na magnetofon se používá syntaxe
- SAVE "název" [specifikace typu dat]

Pokud není uvedena specifikace typu dat, je ukládán BASICový program. Pokud je specifikátor dat uveden, může být:
- CODE adresa umístění v paměti, délka datového bloku - ukládání datového bloku do paměti,
- SCREEN$ - odpovídá specifikátoru CODE 16384,6912,
- DATA proměnná() - ukládání obsahu dimenzované číselné proměnné,
- DATA proměnná$() - ukládání obsahu dimenzované řetězcové proměnné.

Protože pro počítače Sinclair ZX Spectrum vzniklo okolo 50 disketových jednotek a několik páskových zařízení, syntaxe příkazu pro ukládání dat na disketové jednotky nebo jiné páskové zařízení má mnoho variant, např.:
- SAVE *"zařízení"[;číslo zařízení[; "název"]] [specifikace typu dat] - ukládání dat na sériový port, síť ZX Net nebo ZX Microdrive,
- SAVE !"název" [specifikace typu dat] - ukládání dat na ramdisk počítačů ZX Spectrum 128K/+2,
- SAVE *"název" [specifikace typu dat] - ukládání dat na disketové jednotky Didaktik 40 a Didaktik 80,
- SAVE *"název" [specifikace typu dat] a SAVE #"název" [specifikace typu dat] - ukládání dat na Wafadrive,
- SAVE dčíslo jednotky"název" [specifikace typu dat] - ukládání dat na disketové jednotky Disciple, +D a ZX Diskface Quick,
- SAVE *číslo jednotky;"název souboru" [specifikace typu dat] - ukládání dat na jednotku Triton QD,
- SAVE /"název" [specifikace typu dat] a SAVE //"název" [specifikace typu dat] - ukládání dat na disketovou jednotku Oliger,

U různých zařízení se může lišit způsob specifikace typu dat.
Pro ukládání dat na disketové jednotky počítačů Sinclair ZX Spectrum +2A a Sinclair ZX Spectrum +3 se používá stejná syntaxe jako pro ukládání na magnetofon, příkaz SAVE u těchto počítačů je navíc využit k přepínání mezi ukládáním na magnetofon nebo na disketovévou jednotku:
- LOAD "a:" - mechanika A:, LOAD "b:" - mechanika B:, LOAD "m:" - ramdisk, LOAD "t:" - magnetofon.

Disketové jednotky Disciple a +D používají příkaz SAVE ve variantě SAVE SCREEN$ [n] pro tisk obsahu obrazovky na tiskárně a ve variantě SAVE dčíslo jednotky"název" TO dčíslo jednotky"nový název" ke kopírování souborů. A&J Microdrive používá příkaz ve tvaru SAVE "@1,+" k formátování média.

#### Beta Basic
Nadstavba Sinclair Basicu Beta BASIC umožňuje ukládat pouze část programu a pouze hodnoty proměnných. K tomu slouží varianty příkazu:
- SAVE n1 TO n2 "název" - uložení části programu od řádku n1 do řádku  n2,
- SAVE DATA "název" - uložení pouze hodnot všech proměnných.